# Dr.ストレッチ

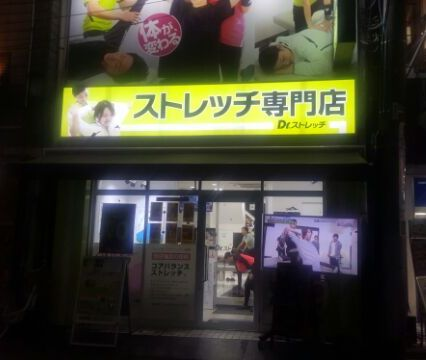
ドクターストレッチ国分寺店

Dr.stretch（ドクターストレッチ）は、関東、関西を中心に北海道、宮城、名古屋、福岡で店舗を展開しているストレッチ専門店。運営元は株式会社nobitel。2020年現在、ストレッチ業界最大手である。

## 概要

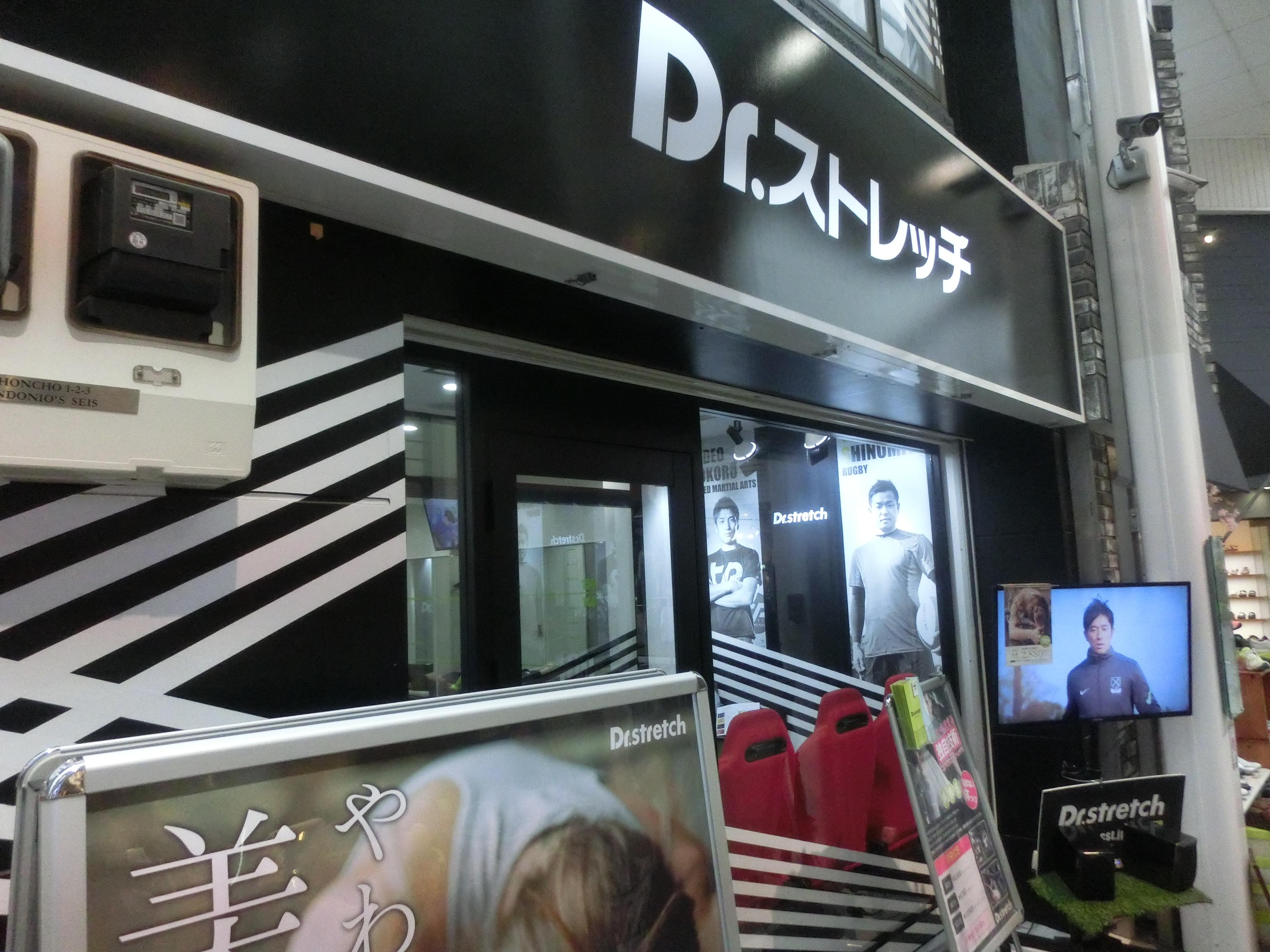
ドクターストレッチ吉祥寺店

コアバランスストレッチという独自の手技を用いたストレッチを提供しているストレッチの専門店。コアバランスストレッチはプロスポーツトレーナー監修の独自手技でパートナーとおこなうことで1人で行うストレッチやマッサージでは届かない不快ポイントにアプローチしたり体幹や左右の筋肉バランスを整えることができる。

## 歴史
車の営業販売、リラクゼーション店経営などしていた黒川将大が開業。きっかけはオスグッドに悩まされていた息子がストレッチにより症状が改善したことだった。
2010年に新百合ヶ丘に1号店を開業。
プロのスポーツ選手に対して、引退後の受け皿として事業展開していくほか、横浜FCとの事業提携をきっかけに、国内プロスポーツチームと契約し、トレーナーを派遣していく。

## 沿革
- 2013年8月 20店舗
- 2013年12月 大阪1号店 なんば店 開店
- 2014年8月 60店舗
- 2014年1月 70店舗
- 2015年3月 80店舗
- 2015年9月 横浜FCとパートナー契約

## 備考
元プロレスラーの橋誠がトレーナーとして2011年から2022年まで勤務。プロレスラー・田村和宏も勤務経験があり、田村が代表を務めるプロレスリング・HEAT‐UPに協賛している。
また、武蔵小杉店オーナーは格闘家の所英男である。